# Gueorgui Bliznachki
Gueorgui Bliznachki (en bulgare : Георги Близнашки), né le 4 octobre 1956 à Skravena, est un juriste et homme d'État bulgare, Premier ministre du 6 août au 7 novembre 2014.

## Biographie
Né le 4 octobre 1956 dans le village de Skravena, municipalité de Botevgrad, commune de Sofia. Après des études au premier gymnasium anglophone (en) de Sofia, il obtient son diplôme de droit à l'université Saint-Clément-d'Ohrid en 1982, puis décroche le grade de candidat ès sciences (aujourd'hui docteur ès sciences) à la suite d'une thèse soutenue au sein des Commissions permanentes de l'Assemblée nationale en 1988. Il a spécialisé au Royaume-Uni et en Russie[pas clair]. Gueorgui Bliznachki prononce le 24 juin 2012 un discours d'adieu lors des funérailles du membre du Politburo et secrétaire du Comité central du parti communiste bulgare Yordan Yotov.
Professeur de droit constitutionnel, Bliznachki parle couramment anglais et russe.

### Parcours politique
Bliznachki a été membre du conseil suprême du Parti socialiste bulgare (BSP). Il est député à l'Assemblée nationale entre 1991 et 1994, puis de 2005 à 2007.

### Démission du Parti socialiste
Ayant changé de convictions politiques, il décide de quitter le BSP le 7 mars 2014. En effet, lors de l'été 2013, il a soutenu les manifestations contre le gouvernement de l'indépendant de centre-gauche Plamen Orecharski, soutenu par les socialistes et considéré comme « lié à l'oligarchie ».

### Premier ministre
Le 5 août 2014, le président de la République Rossen Plevneliev annonce la composition d'un gouvernement intérimaire d'experts conduit par Gueorgui Bliznachki, chargé de la gestion des affaires courantes et de l'organisation des élections anticipées du 5 octobre.